# Anua extincta
Anua extincta är en fjärilsart som beskrevs av M.Gaede 1917. Anua extincta ingår i släktet Anua och familjen nattflyn. Inga underarter finns listade i Catalogue of Life.